# Collisione aerea del Grand Canyon
La collisione aerea del Grand Canyon è un incidente aereo avvenuto il 30 giugno 1956, alle ore 10:30 della mattina locali, al di sopra del Grand Canyon, in Arizona, nel quale un aereo di linea della United Airlines si è scontrato con un aereo di linea della TWA. Tutte le 128 persone a bordo dei due aeromobili morirono. Fu il primo incidente tra aerei commerciali a superare le 100 vittime e provocò importanti cambiamenti nel controllo aereo negli Stati Uniti. Il luogo dell'incidente è stato designato National Historic Landmark.

## I voli
Volo United Airlines 718
Douglas DC-7 Mainliner, chiamato Mainliner Vancouver, comandato dal capitano Robert Shirley e dall'equipaggio di volo composto da Robert Harms, primo ufficiale e Gerard Fiore ingegnere di volo. Il DC-7 decollò dall'aeroporto di Los Angeles International alle 9:04 am PST con 53 passeggeri imbarcati e 5 membri dell'equipaggio con destinazione l'aeroporto di Chicago. Salendo alla quota autorizzata di 21.000 piedi, il capitano Shirley volava IFR in uno spazio aereo controllato per un punto a nord-est di Palm Springs, California quando virò a sinistra per intercettare il segnale del radiofaro vicino Needles, California, dato che il suo piano di volo era diretto per Durango nel sud-ovest del Colorado. Il DC-7, malgrado volasse IFR, non era in uno spazio aereo controllato.
Volo Trans World Airlines 2 
Lockheed L-1049 Super Constellation, chiamato Star of the Seine, comandato dal comandante Jack Gandy e dal copilota James Ritner. Partì da Los Angeles alle 9:01 am, con 31 minuti di ritardo, imbarcando 64 passeggeri e 6 membri dell'equipaggio, con destinazione finale l'aeroporto di Kansas City. Flight 2, volava inizialmente IFR, saliva a quota 19.000 piedi e volava nello spazio aereo controllato fino a Daggett, California. A Daggett il capitano Gandy virò a destra con prua 059 gradi magnetici, verso il radiofaro vicino Trinidad, Colorado. Il Constellation, come il DC-7, non era in uno spazio aereo controllato.
Subito dopo il decollo, il capitano del Flight 2 richiese il permesso di salire a 21.000 piedi per evitare un temporale che si stava formando nella vicinanza della sua rotta. Come si usava allora, la sua richiesta doveva essere trasmessa da un dispatcher (aiutava il comandante nella pianificazione del volo e aveva le medesime responsabilità) TWA all'Air Traffic Control (ATC), in quanto né l'equipaggio né il volo erano in contatto diretto con l'ATC dopo la partenza. L'ATC non autorizzò la richiesta; i due aerei di linea sarebbero presto rientrati nello spazio aereo controllato (la pista 15 è sud-est di Las Vegas) e l'ATC non aveva la possibilità di effettuare la separazione orizzontale necessaria tra due aerei alla stessa altitudine. Il capitano Gandy richiese di volare 1.000 piedi (in inglese "1000 on top") sopra le nuvole (è ancora volo IFR, non VFR) e l'ATC autorizzò la richiesta. La disposizione di volare "1000 on top" causa la temporanea sospensione delle restrizioni di separazione normalmente applicate dell'ATC. Un velivolo autorizzato a operare "1000 on top" si separa da altri aerei che volano in IFR quando ci sono le condizioni VFR sopra le nuvole (separazione VFR). Volare VFR però, faceva ricadere tutte le responsabilità della separazione VFR a Gandy. Ricevuta l'autorizzazione "1000 on top" Gandy salì a 21.000 piedi.
Entrambi gli equipaggi stimarono che sarebbero arrivati lungo la linea del Painted Desert alle 10:31 circa. La Painted Desert era una linea lunga circa 200 miglia tra i VOR di Bryce Canyon, Utah e Winslow, Arizona, con un angolo di 335 gradi rispetto a nord, fuori dallo spazio aereo controllato. A causa delle differenti prue prese dai due aerei nei piani di volo, l'intersezione della linea da parte del Flight 2 avrebbe formato un angolo di soli 13 gradi rispetto al volo United, con il Constellation a sinistra del DC-7.
Mentre i due velivoli si avvicinano al Gran Canyon, volavano alla stessa quota e quasi alla stessa velocità. Mentre stavano sopraggiungendo nei pressi del Canyon si ritiene che i velivoli superassero contemporaneamente la stessa formazione di nubi sui lati opposti, ponendo le basi per la collisione.

## La collisione

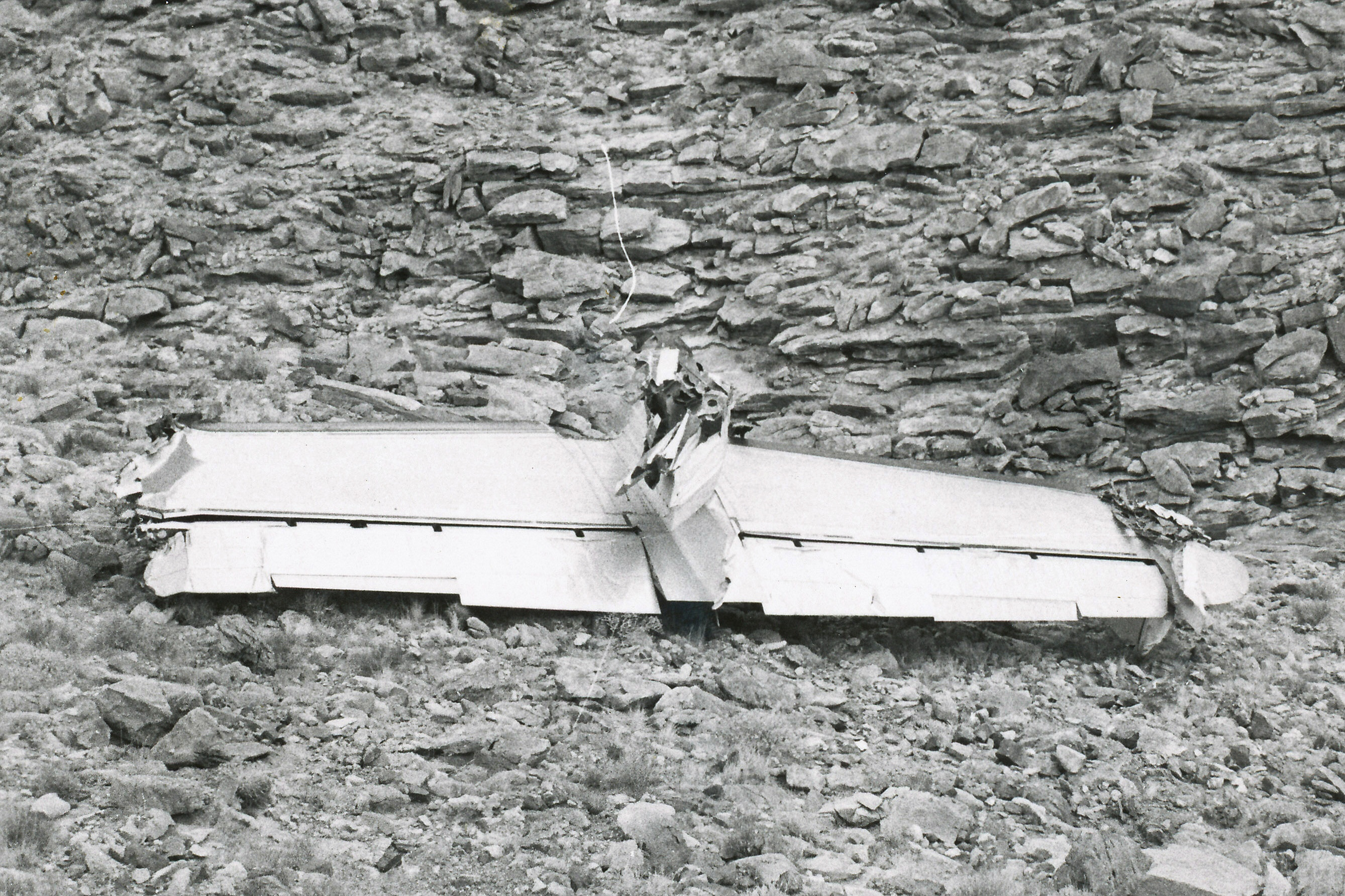
Il gruppo della coda mozzata del TWA Constellation con i tre stabilizzatori verticali mancanti, come fotografato dai ranger del parco durante l'indagine del CAB

Alle 10:30 am le rotte si intersecarono sopra il canyon e i due aerei si scontrarono con un angolo di 25 gradi. Un'analisi dopo l'incidente ha accertato che il DC-7 era sopra al TWA e stava scendendo, suggerendo che i piloti del DC-7 avessero visto il TWA prima dell'impatto e che avessero tentato un'azione evasiva. L'ala del DC colpì la parte superiore dello stabilizzatore verticale del Constellation e inoltre colpì la fusoliera, causando un cedimento dell'impennaggio di coda. Allo stesso tempo, l'elica del DC-7 provocò una serie di tagli sulla fusoliera del TWA che provocarono una decompressione esplosiva. La perdita dello stabilizzatore del Constellation provocò una perdita immediata di controllo, con una violenta e rapida caduta che terminò nel versante nord-est di un burrone a Temple Butte, con una velocità di 475 nodi. Il motore di sinistra del DC-7 venne danneggiato fatalmente nello scontro e l'aereo perse rapidamente quota fino a precipitare a Chaur Butte.

## Le ricerche

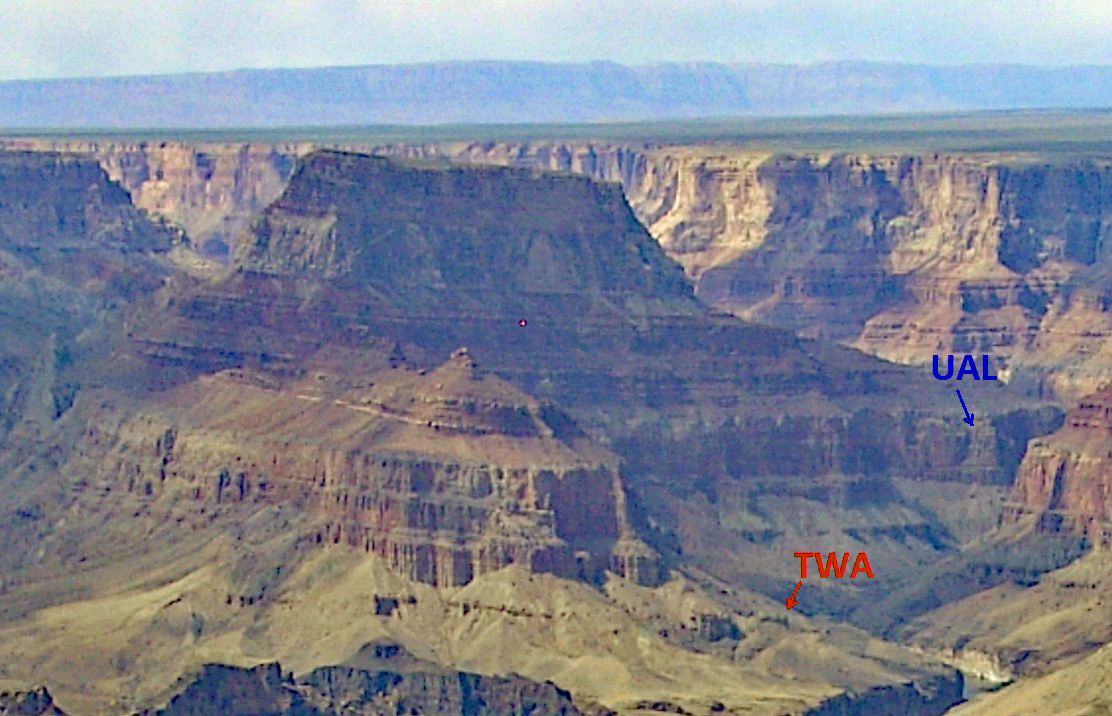
I siti del Grand Canyon degli impatti dei due aerei.

Lo spazio aereo sopra al canyon non era sotto controllo radar e non erano presenti "scatole nere" a bordo degli aerei. Le ultime posizioni registrate non corrispondevano alle loro posizioni al momento dell'impatto. Inoltre, non c'erano testimoni. Dopo essere trascorso un periodo di tempo con nessuna comunicazione dai due aerei, furono avviate le procedure di emergenza. Un aereo fu ritrovato da due fratelli, Henry e Palen Huding, che avevano un servizio di aerotaxi. Durante un precedente viaggio, Palen aveva notato del fumo nero e denso dal luogo dello schianto del DC-7, ma aveva creduto che il fumo dell'incendio fosse stato provocato da un fulmine. Tuttavia, dopo aver saputo della scomparsa dei due aerei di linea, Palen e suo fratello ritornarono nel luogo dove avevano visto il fumo con un piccolo aereo (Piper Tri-Pacer) e individuarono il DC-7. Segnalata la posizione alle autorità, nei giorni successivi numerosissimi elicotteri vennero impiegati per recuperare le vittime e i relitti. A causa dell'elevata velocità di impatto dei due aerei, non tutti i corpi furono recuperati intatti e l'identificazione della maggior parte di loro non fu possibile. Il 9 luglio 1956 si svolse il funerale per le vittime del TWA. 29 vittime del volo United che non erano state identificate furono sepolte in quattro bare al Grand Canyon Pioneer Cemetery, mentre 66 dei 70 passeggeri del TWA e l'equipaggio furono sepolti in una fossa comune a Flagstaff, Arizona. Passarono molti anni prima che la maggior parte dei detriti fosse rimossa del Canyon.

## Le indagini
Le indagini per questo incidente furono molto complesse a causa della distruzione dei due aerei e alla mancanza dei dati di volo. Nonostante le difficoltà, gli esperti sono riusciti a determinare con notevole grado di accuratezza ciò che era accaduto e nella loro relazione hanno rilasciato la seguente dichiarazione come probabile causa dell'incidente:
Si determina che la probabile causa di questa collisione tra aerei fu che i piloti non si videro reciprocamente in tempo per evitare la collisione. Non è stato possibile determinare perché i piloti non si individuarono, ma una attenta analisi suggerisce che sia il risultato di uno o più fattori: le nubi riducevano i tempi di separazione visiva, la conformazione del cockpit, il tentativo di offrire una vista più panoramica ai passeggeri, riducendo la possibilità di vedere in tempo ed evitare l'altro aeromobile o l'insufficienza del controllo del traffico aereo.
Nella relazione, il tempo e la fattibilità dei due piani di volo vennero presi in serio esame. In mancanza di testimoni attendibili e con l'incertezza per il fattore visibilità in quota al momento della collisione, non fu possibile stabilire in modo definitivo quante erano le possibilità di un aereo di evitare l'altro. L'equipaggio di volo non venne considerato nella relazione dei CAB come una causa probabile, anche se la decisione del capitano Gandy per annullare il suo piano di volo IFR e volare "1000 on top" era stato il catalizzatore per l'incidente. Vale anche notare che l'inchiesta aveva approfondito tutti gli aspetti, ma la relazione finale fu focalizzata su questioni tecniche e in gran parte ignorò il fattore umano, come il motivo per cui le compagnie aeree permettessero ai loro piloti di eseguire manovre esclusivamente destinate a migliorare la vista del Canyon ai loro passeggeri. Si dovette aspettare fino alla fine degli anni '70 per vedere esaminati con accuratezza anche i fattori umani.

## Conseguenze

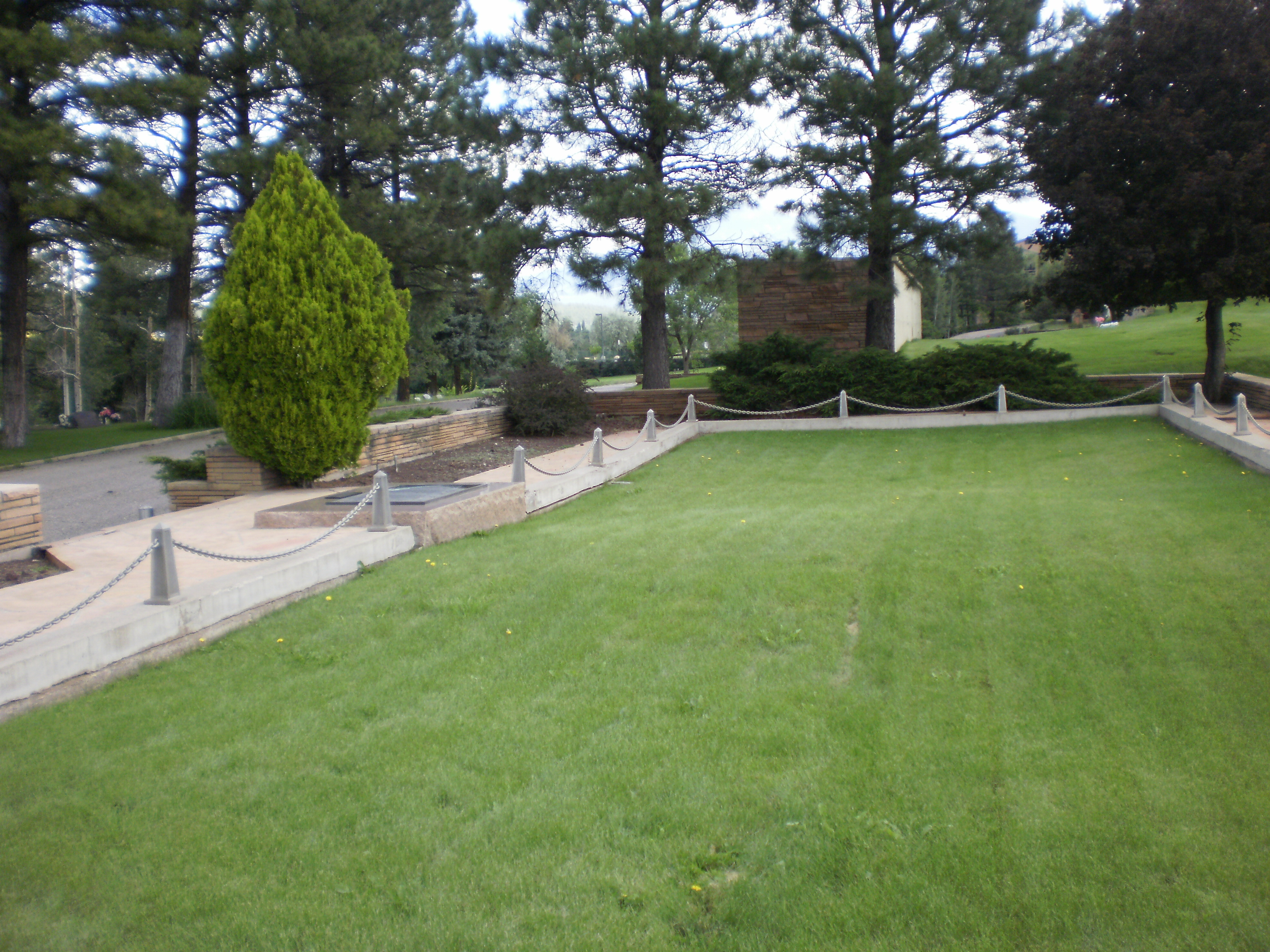
Luogo di sepoltura e memoriale per i passeggeri e l'equipaggio della TWA, Citizens Cemetery, Flagstaff, Arizona.

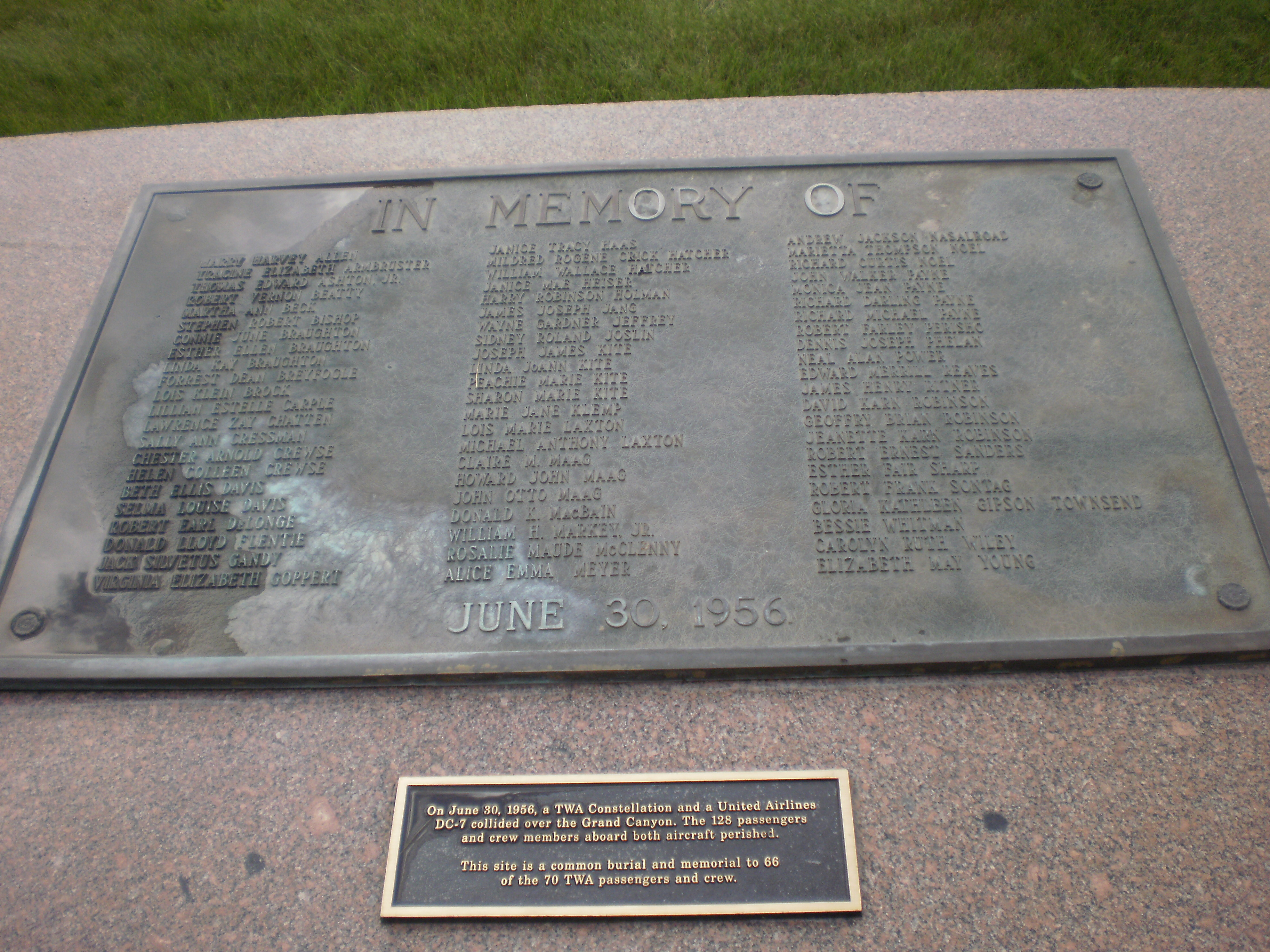
Primo piano della targa in onore dei passeggeri e dell'equipaggio della TWA, Cimitero dei Cittadini

Con 128 morti, la collisione del Grand Canyon fu il più grave disastro aereo commerciale fino ad allora. L'incidente fu seguito dalla stampa mondiale. Il controllore che aveva autorizzato il TWA a procedere a "1000 on top" fu ampiamente criticato, soprattutto dalla stampa, ma alla fine venne scagionato da ogni procedimento. L'incidente ebbe una particolare ripercussione anche sulla fiducia del pubblico nei nuovi aerei, come il Super Constellation, DC-7 e il Boeing 377 Stratocruiser. Le pressioni del pubblico fecero aumentare nel 1957 i fondi per l'ammodernamento dell'ATC per procurarsi nuove attrezzature molto costose. Il controllo dello spazio aereo americano continuò però ad essere diviso tra militari e civili (CAA). La CAA non aveva alcuna responsabilità sui velivoli militari, che potevano entrare nello spazio aereo senza alcun avvertimento per il traffico civile. Il risultato fu una serie di collisioni che coinvolsero civili e militari. Nel 1958 la collisione tra un aereo di linea e un caccia provocò la morte di 49 persone. Dopo l'incidente vennero svolte molte riunioni e infine nel 1958 il Federal Aviation Act fu approvata, sciogliendo la CAA e creando la FAA (Federal Aviation Administration). Da allora la FAA ha autorità totale su tutto lo spazio aereo americano, compresa l'attività militare, e da quando ci sono stati ammodernamenti e nuove procedure ATC, le collisioni in aria si sono arrestate.

## National Historic Landmark

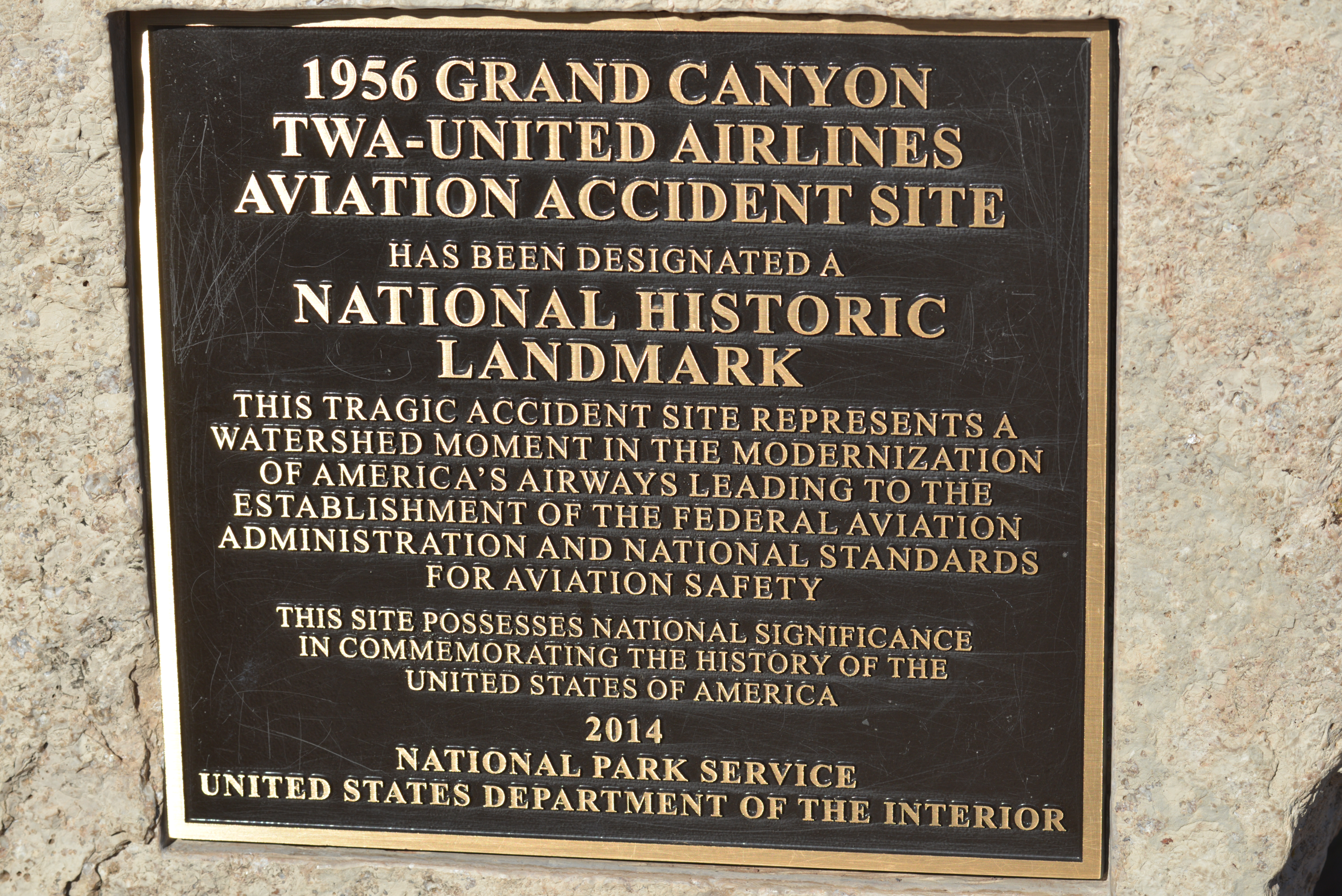
Placca Commemorativa della National Historic Landmark.

Nel mese di aprile 2014 il sito dell'incidente è stato dichiarato monumento storico nazionale. La posizione esatta del luogo dell'incidente è stata tenuta segreta. Anche se la posizione fosse stata rilevata, è stata chiusa al pubblico nel 1960 ed è accessibile solo da escursionisti esperti.

## Rappresentazioni televisive
La collisione aerea del Grand Canyon è stata analizzata nella puntata Disastro sul Grand Canyon della dodicesima stagione del documentario Indagini ad alta quota trasmesso da National Geographic Channel.